# Jocelyn Flores
Jocelyn Flores è un singolo del rapper statunitense XXXTentacion, estratto dal suo album 17. È stato trasmesso nelle radio statunitensi il 31 ottobre 2017 come secondo singolo dell'album. La canzone è dedicata a Jocelyn Amparo Flores, una ragazza di 16 anni che si è suicidata durante le vacanze in Florida il 14 maggio del 2017.

## Antefatti
Il titolo e l'oggetto della canzone sono un tributo a Jocelyn Amparo Flores (2 luglio 2000 - 14 maggio 2017), originaria del Bronx, che in seguito si trasferì a Cleveland, nell'Ohio. La vita e la morte di Flores sono state oggetto di pettegolezzi e disinformazioni, che sono state affrontate da un articolo del settembre 2018 su The Daily Beast.
XXXTentacion si infatuò di Flores dopo aver visto le sue foto su Twitter, e ha comunicato con lei per la prima volta il 1º maggio 2017. L'ha invitata in Florida e l'ha assunta come modella per la sua linea di abbigliamento Revenge; le prime notizie affermano erroneamente che lei era già una modella e che arrivò in Florida solo per lavoro, ma non aveva mai fatto prima un tale lavoro. Anche un'altra ragazza stava con il rapper e mentre era fuori per partecipare alla festa di suo cugino, fu saccheggiata una borsa contenente 7.000 dollari in contanti; ogni ragazza ha accusato l'altra. Preoccupato che la tensione tra i due ospiti sarebbe finita con la violenza, XXXTentacion ha espulso entrambe le ragazze da casa sua e ha annullato l'offerta per Flores di fare da modella per lui; entrò nell'Hampton Inn a Coconut Creek poco prima di mezzanotte e fu ritrovata morta la mattina seguente.
XXXTentacion in precedenza ha dedicato il singolo Revenge a Flores poco dopo la sua morte.
I membri della famiglia di Flores hanno avuto opinioni contrastanti sull'uso del suo nome come titolo della canzone; alcuni si sono sentiti toccati e onorati mentre altri si sentivano fortemente offesi da XXXTentacion non chiedendo il permesso di usare il suo nome, oltre al suo rifiuto di rispondere ai loro messaggi.

## Composizione
La canzone ha la durata di un minuto e 59 secondi ed è costruita attorno ad un campionamento della canzone I'm Closing My Eyes del produttore Potsu, dove sono incluse parti vocali di Shiloh Dynasty. Strutturalmente, la canzone inizia con un campione vocale e una strumentazione acustica, seguiti da un coro e un primo ed unico verso.

## Tracce
1. Jocelyn Flores – 1:59 (testo: Jahseh Onfroy, Ciara Simms – musica: Potsu)

## Formazione
Musicisti
- XXXTentacion - voce, testi

Produzione
- Ciara Simms - testi
- Potsu - produzione
- Jon FX - missaggio
- Koen Helden - missaggio

## Classifiche

### Classifiche settimanali
| Classifica (2017-18)  | Posizione massima |
| --------------------- | ----------------- |
| Australia             | 8                 |
| Austria               | 24                |
| Belgio (Fiandre)      | 10                |
| Belgio (Vallonia)     | 17                |
| Canada                | 14                |
| Danimarca             | 14                |
| Finlandia             | 15                |
| Irlanda               | 22                |
| Italia                | 30                |
| Lettonia              | 2                 |
| Norvegia              | 10                |
| Nuova Zelanda         | 4                 |
| Paesi Bassi           | 17                |
| Regno Unito           | 39                |
| Repubblica Ceca       | 17                |
| Scozia                | 60                |
| Slovacchia            | 43                |
| Spagna                | 51                |
| Stati Uniti d'America | 19                |
| Svezia                | 7                 |
| Svizzera              | 21                |
| Ungheria              | 23                |

### Classifiche di fine anno
| Classifica (2018) | Posizione massima |
| ----------------- | ----------------- |
| Danimarca         | 74                |
| Nuova Zelanda     | 43                |